# Sonning Eye
Sonning Eye ist ein Weiler und eine Insel in der Themse in Oxfordshire, England; es ist Teil der Civil parish Eye & Dunsden und ist seit 1974 der südlichste Punkt von Oxfordshire. Bis 1866 war Sonning Eye Teil der ansonsten in Berkshire gelegenen Sonning Civil parish.
Sonning Eye liegt gegenüber dem Ort Sonning in Berkshire, mit dem es mit der Sonning Bridge zusammen mit den Sonning Backwater Bridges verbunden ist.

## Geschichte
Der Name Sonning stammt von dem angelsächsischen Stammesführer Sunna und Eye bedeutet Insel (vergleiche Eyot), da es sich um einen kleinen Kieshügel in der Flussaue handelt. Seit der Regulierung des Flusses ist der Platz bewohnt.
Sonning Eye ist ein Landschaftsschutzgebiet mit 12 Grade II geschützten Gebäuden, darunter fünf Scheunen.
Durch die herzförmige Insel verläuft der Mühlkanal. Auf der Insel liegt The Mill at Sonning, eine restaurierte Wassermühle aus dem 18. Jahrhundert mit einem Ursprung im Mittelalter. Die Mühle wird nun als Erlebnisgastronomie genutzt. Der Mühlkanal verläuft unterhalb der Bar des Restaurants und treibt eine Turbine mit einem 18,5 kW-Generator an, der seinen Strom in das öffentliche Stromnetz einspeist.
Hinter der Mühle befindet sich das Mill House, ein Grade II geschütztes Haus mit zwei Hektar Land. Das Haus wurde im 17. Jahrhundert gebaut und gehörte der wohlhabenden Familie Rich. 2014 kauften der Filmstar George Clooney und seine Frau, die Anwältin Amal Alamuddin, das Haus für 10 Millionen britische Pfund.